# Løstad
Løstad is een plaats in de Noorse gemeente Nittedal, fylke Akershus. Løstad telt 1568 inwoners (2007) en heeft een oppervlakte van 1,32 km².